# Pendant Ridge
Il Pendant Ridge (in lingua inglese: Cresta del pendente), è una cresta montuosa antartica, lunga 6 km, che si estende in direzione sudovest fino al fianco settentrionale della bocca del Ghiacciaio McGregor, 2,8 km a nordovest della Simplicity Hill, nei Monti della Regina Maud, in Antartide.
La denominazione è stata assegnata dalla Texas Tech Shackleton Glacier Expedition (1964–65), la spedizione antartica nella zona del Ghiacciaio Shackleton della Texas Tech University, perché un picco a forma di piramide sulla sua estremità meridionale sembra penzolare in fuori dalla cresta come un pendente.